# ダリオ・アルジェントのドラキュラ
『ダリオ・アルジェントのドラキュラ』（英: Dracula 3D）は、2012年にイタリア・フランス・スペイン合作で製作されたホラー映画。ブラム・ストーカーの小説『ドラキュラ』を原作としており、ダリオ・アルジェント監督作としては初の3D作品となる。

## ストーリー
トランシルヴァニアのパスブルグを訪れた司書のジョナサンは、友人である町長の娘ルーシーの紹介によって街の発展の功労者であるドラキュラ伯爵の城へ招かれ、膨大な蔵書の目録作りの仕事を任されることになっていたが、それは彼がジョナサンの妻であるミナをおびき寄せるために仕組んだ罠だった。

## キャスト
役名、俳優の順で記述。
- ドラキュラ伯爵 - トーマス・クレッチマン
- ミナ・ハーカー - マルタ・ガスティーニ
- ルーシー・キスリンガー - アーシア・アルジェント
- ヴァン・ヘルシング - ルトガー・ハウアー
- ジョナサン・ハーカー - ウナクス・ウガルデ
- タニア - ミリアム・ジョヴァネッリ
- アンドレ・キスリンガー - アウグスト・ズッキ
- ヤルミラ - マリア・クリスティーナ・ヘラー
- ゾラン - ジュゼッペ・ロ・コンソール
- 司祭 - フランコ・ラヴェラ
- レンフィールド - ジョヴァンニ・フランゾーニ
- デルブルック - フランチェスコ・ロッシーニ
- ミロシュ - クリスチャン・ブッルアーノ
- ヤネク - リカード・チコーニャ

## スタッフ
- 監督：ダリオ・アルジェント
- 製作：ロベルト・ディ・ジローラモ、エンリケ・セレッソ、セルジオ・ゴッビ、フランコ・パオルッチ、ジョヴァンニ・パオルッチ
- 脚本：ダリオ・アルジェント、エンリケ・セレッソ、ステファノ・ピアニ、アントニオ・テントリー
- 原作：ブラム・ストーカー
- 音楽：クラウディオ・シモネッティ
- 撮影監督：ルチアーノ・トヴォリ
- 編集：マーシャル・ハーヴェイ、ダニエレ・カペッリ
- 美術：アントネロ・ゲレステ
- 衣装：モニカ・セレステ
- デジタルエフェクト監修：ジョン・アタード、ラファエッレ・アプッツォ

## 備考
- イタリアでは3D上映された。日本での上映の際には当初は2D版のみだったが、急遽、字幕無し&吹替無しながら3Dでの上映も実現した。
- 劇場パンフレットに、小説家のよしもとばななと、みうらじゅんがメッセージを寄せている。
- 2012年のカンヌ国際映画祭で特別招待作品として上映されている。